# Johann Gottlieb Rambatz (Zimmerer)
Johann Gottlieb Rambatz (* 1. August 1800 in Hamburg; † 14. April 1875 ebenda) war ein deutscher Zimmermeister.

## Leben
Rambatz war ein Sohn des gleichnamigen Hamburger Schmiedemeisters Johann Gottlieb Rambatz.
Er diente beim Hamburger Bürgermilitär. 1824 wurde Rambatz dritter Leutnant, 1826 zweiter Leutnant, 1829 Oberleutnant und 1834 Kapitän und Chef der 1. Kompagnie des 6. Bataillons. Im Mai 1836 wurde er verabschiedet.
Rambatz wurde im September 1837 zum Zimmermeister der St. Michaeliskirche bestellt und blieb es, bis er 1858 sein Geschäft aufgab. Von November 1848 bis Ende 1865 war er Ratszimmermeister des St. Michaeliskirchspiels. Rambatz fungierte von 1855 bis 1865 als Ältermann des Amts der Hauszimmerleute, in dieser Eigenschaft war er von 1858 bis 1862 Mitglied des Ämtergerichts.
Er engagierte sich 1831 als Mitglied der Spezialgesundheitskommission, die anlässlich der Choleraepidemie in Hamburg einberufen wurde. Rambatz war ab 1834 Taxator der Feuerkasse und gehörte 1869 und 1870 der städtischen Vergleichsbehörde für Gewerbetreibende an.
Rambatz wurde 1848 zum Ersatzmann der Konstituante gewählt, aber nicht einberufen. Er war von 1861 bis 1865 Mitglied der Hamburgischen Bürgerschaft.